# Whirlpool (Brauerei)
Ein Whirlpool ist im Brauwesen ein Gefäß, das bei der Bierbereitung der Würzeklärung dient. Dabei werden durch einen Sedimentationsprozess, ausgelöst durch eine schnelle Drehbewegung des Flüssigkeitskörpers (engl. to whirl, sich drehen), die nicht gelösten Hopfenbestandteile und koaguliertes Eiweiß aus dem Braumalz und Malzreste aus der Würze entfernt.

## Prozess der Würzeklärung
Nach der vollendeten Würzekochung wird die gehopfte Würze aus der Würzepfanne in den Whirlpool gepumpt. Dies geschieht über einen tangential angeordneten Einlauf. Mit dieser Anordnung wird der Flüssigkeitskörper im Whirlpool in Drehung versetzt. Durch das Zusammenspiel aus Auftrieb, Zentrifugal-, Zentripetalkraft und der Gravitation wird ein Sedimentationsprozess angeregt, dabei spielt die Geometrie des Gefäßes ebenso eine Rolle wie die Reibung zwischen Gefäßwand und Flüssigkeit. In der Mitte des Gefäßes wird auf dem Dom (höchste Stelle des leicht nach oben konisch geformten Bodens) des Gefäßes ein Trubkegel angeschwemmt. Der Trub besteht aus koaguliertem Eiweiß, Hopfen- und Malzresten. Im kleineren Maßstab kann man diese Sedimentation auch in einer Teetasse beobachten, nachdem mit dem Löffel umgerührt wurde, natürlich nur, wenn noch Reste von Teeblättern vorhanden sind. 
Nach etwa 20 bis 30 Minuten wird – nachdem die Flüssigkeit zur Ruhe gekommen ist – die Würze an einer leicht erhöht über dem Gefäßboden angebrachten Öffnung schonend abgepumpt (Kavitationsschläge sind zu vermeiden). Bei erhöhtem Flüssigkeitsstand sitzt der Trubkegel auftriebsbedingt noch nicht kompakt, dies ist erst der Fall, wenn der Flüssigkeitsstand gesunken ist. Aus diesem Grund wird erst der Rest der Würze am tiefsten Punkt des Whirlpools abgepumpt. Nach der Zwischenstation im Whirlpool wird die Würze mit einem Wärmeübertrager auf Gärtemperatur gebracht.
Historisch gesehen ersetzt der Whirlpool das Kühlschiff. Das Kühlschiff erfüllte weitestgehend denselben Zweck wie der Whirlpool, war aber ein rechteckiges ca. 50 cm tiefes Kupfergefäß und musste über eine der Kapazität des Sudhauses entsprechende Oberfläche verfügen.